# Kabinet-Pierce
Het kabinet–Pierce was de uitvoerende macht van de Amerikaanse overheid van 4 maart 1853 tot 4 maart 1857. Voormalig Senator voor New Hampshire Franklin Pierce, een voormalig generaal tijdens de Mexicaans-Amerikaanse Oorlog van de Democratische Partij werd gekozen als de 14e president van de Verenigde Staten na het winnen van de presidentsverkiezingen van 1852 over de kandidaat van de Whig Partij generaal en bevelhebber van het Leger Winfield Scott uit New Jersey. Pierce werd verslagen tijdens de voorverkiezing voor de nominatie van de Democratische Partij voor een tweede termijn in 1856.
| Nr.     | Functie(s) | Functie(s)                            | Ambtsbekleder      | Ambtsbekleder                  | Ambtstermijn      | Ambtstermijn  | Partij(en) |
| ------- | ---------- | ------------------------------------- | ------------------ | ------------------------------ | ----------------- | ------------- | ---------- |
| 14      |            | President van de Verenigde Staten     | Franklin Pierce    | Franklin Pierce (1804–1869)    | 4 maart 1853      | 4 maart 1857  | D          |
| 13      |            | Vicepresident van de Verenigde Staten | William Rufus King | William Rufus King (1786–1853) | 4 maart 1853      | 18 april 1853 | D          |
|         |            | Vicepresident van de Verenigde Staten | Vacant             |                                |                   |               |            |
| Kabinet |            |                                       |                    |                                |                   |               |            |
| Nr.     | Functie(s) | Functie(s)                            | Ambtsbekleder      | Ambtsbekleder                  | Ambtstermijn      | Ambtstermijn  | Partij(en) |
| [ 3 ]   |            | Minister van Buitenlandse Zaken       | William Hunter     | William Hunter (1805–1886)     | 4 maart 1853      | 8 maart 1853  | O          |
| 21      |            | Minister van Buitenlandse Zaken       | William Marcy      | William Marcy (1786–1857)      | 8 maart 1853      | 8 maart 1857  | D          |
| 21      |            | Minister van Financiën                | James Guthrie      | James Guthrie (1792–1869)      | 4 maart 1853      | 4 maart 1857  | D          |
| 23      |            | Minister van Oorlog                   | Jefferson Davis    | Jefferson Davis (1808–1889)    | 4 maart 1853      | 4 maart 1857  | D          |
| 23      |            | Minister van de Marine                | James Dobbin       | James Dobbin (1814–1857)       | 4 maart 1853      | 4 maart 1857  | D          |
| 23      |            | Minister van Justitie                 | Caleb Cushing      | Caleb Cushing (1800–1879)      | 4 maart 1853      | 4 maart 1857  | D          |
| 3       |            | Minister van Binnenlandse Zaken       | Alexander Stuart   | Alexander Stuart (1807–1891)   | 14 september 1850 | 8 maart 1853  | W          |
| 4       |            | Minister van Binnenlandse Zaken       | Robert McClelland  | Robert McClelland (1807–1880)  | 8 maart 1853      | 10 maart 1857 | D          |
| 18      |            | Minister van Posterijen               | Samuel Hubbard     | Samuel Hubbard (1799–1855)     | 31 augustus 1852  | 8 maart 1853  | W          |
| 19      |            | Minister van Posterijen               | James Campbell     | James Campbell (1812–1893)     | 8 maart 1853      | 4 maart 1857  | D          |

Washington ·
J. Adams ·
Jefferson ·
Madison ·
Monroe ·
J.Q. Adams ·
Jackson ·
Van Buren ·
W.H. Harrison ·
Tyler ·
Polk ·
Taylor ·
Fillmore ·
Pierce ·
Buchanan ·
Lincoln ·
A. Johnson ·
Grant ·
Hayes ·
Garfield ·
Arthur ·
Cleveland I ·
B. Harrison ·
Cleveland II ·
McKinley ·
T. Roosevelt ·
Taft ·
Wilson ·
Harding ·
Coolidge ·
Hoover ·
F.D. Roosevelt ·
Truman ·
Eisenhower ·
Kennedy ·
L.B. Johnson ·
Nixon ·
Ford ·
Carter ·
Reagan ·
G.H.W. Bush ·
Clinton ·
G.W. Bush ·
Obama ·
Trump I ·
Biden ·
Trump II